# Valkse
Valkse est un village situé dans la commune de Keila du comté de Harju en Estonie. Au 31 décembre 2011, le village comptait 138 habitants.